# Václav Reischl
Václav Reischl (* 13. února 1947 Větřní Československo) je český fotograf, kameraman, scenárista, režisér, producent a dokumentarista.

## Život
Václav Reischl se narodil ve Větřní. V roce 1972 dokončil studium na Filmové a televizní fakultě Akademie múzických umění v Praze. Během roku 1973 emigroval do Spolkové republiky Německo. V roce 1978 založil spolu se svým přítelem z vysoké školy a také emigrantem Jurajem Liptákem produkční společnost „RL-Film und Fotoproduktion“. Debutoval v roce 1981 filmem „Brouk“. Během osmdesátých let 20. století natočil hrané filmy „Polopravda“ (1984) a „Peníze a Chandra“ (1988). V rámci své produkční společnosti vyprodukovali řadu nezávislých filmů a zorganizovali množství fotografických výstav. Jeho působení zahrnuje oblast od uměleckých, společensky kritických, nezávislých produkcí až po komerční práce zakázky pro známé společnosti v Evropě, USA, Kanadě, Číně apod.
Žije v německém Stuttgartu. Po roce 1989 se zaměřil především na dokumentární tvorbu – „Není Hietler jako Hitler“ (2006), „Návrat do vlasti“ (2008), „Šubrtovo rodinné album“ (2016) nebo „Pekařův hrobář“ (2016). V posledních letech spolupracoval na několika projektech se svou dcerou Tine Reischl.